# Zespół nagich limfocytów
Zespół nagich limfocytów (ang. bare lymphocyte syndrome, BLS) – pierwotny niedobór odporności związany z brakiem ekspresji antygenów zgodności tkankowej MHC na limfocytach, mimo ich obecności w osoczu.
Wyróżniamy dwa typy BLS:
- typ I - obniżona ekspresja antygenów klasy I
- typ II - obniżona ekspresja antygenów klasy II, często również klasy I

## Objawy
- wrzodziejące zmiany na skórze, zwłaszcza kończyn dolnych
- ziarniniaki chrząstek nosa
- nawracające infekcje zatok przynosowych
- rozstrzenie oskrzeli z przewlekłym spastycznym zapaleniem